# Therese Bengtsson
Anna Therese "Bengan" Bengtsson,  nu gift Jungman,  född 13 februari 1979 i Eslöv, är en svensk före detta handbollsmålvakt.

## Karriär
Bengtssons moderklubb var Eslövs IK för vilken hon debuterade i elitserien 1997/1998. Hon gick sedan till Skånela i två år, ett år i Stockholmspolisen där hon spelade när hon debuterade i landslaget. Hon återvände till Eslövs IK för vilken klubb hon spelade och vann SM-guld säsongerna 2001/2002 och 2002/2003. 2005–2007 spelade hon för IL Bjørnar i Norge och sedan för det tyska klubblaget HC Leipzig. 2008 återvände hon till svenska elitserien och spelade sina sista år i Eslövs IK.  2016 återvände hon till elitserien; "Therese räddade en poäng" var rubriken i Skånska Dagbladet 6 november 2016 efter att hon räddat oavgjort för Eslöv mot Hellton. Toppen på hennes landslagskarriär var OS turneringen 2008 i Peking.